# West Odessa
West Odessa es un lugar designado por el censo ubicado en el condado de Ector en el estado estadounidense de Texas. En el Censo de 2010 tenía una población de 22707 habitantes y una densidad poblacional de 139,7 personas por km².

## Geografía
West Odessa se encuentra ubicado en las coordenadas 31°50′18″N 102°30′1″O / 31.83833, -102.50028. Según la Oficina del Censo de los Estados Unidos, West Odessa tiene una superficie total de 162.54 km², de la cual 162.29 km² corresponden a tierra firme y (0.15%) 0.25 km² es agua.

## Demografía
Según el censo de 2010, había 22707 personas residiendo en West Odessa. La densidad de población era de 139,7 hab./km². De los 22707 habitantes, West Odessa estaba compuesto por el 78.67% blancos, el 1.12% eran afroamericanos, el 1.12% eran amerindios, el 0.16% eran asiáticos, el 0.02% eran isleños del Pacífico, el 16.58% eran de otras razas y el 2.33% pertenecían a dos o más razas. Del total de la población el 61.84% eran hispanos o latinos de cualquier raza.